# Metoposaure
El metoposaure (Metoposaurus) és un gènere d'amfibi temnospòndil que va viure al període Triàsic. Aquest animal principalment aquàtic tenia unes potes petites i dèbils i unes dents afilades en un cap llarg i aplanat. La dieta d'aquesta criatura aplanada consistia en peixos que capturava amb les seves amples mandíbules. El metoposaure feia uns 3 metres de longitud i pesava uns 454 kg, i era un dels últims grans amfibis. L'encara més gran Koolasuchus va sobreviure fins al Cretaci.